# Gigantochloa luteostriata
Gigantochloa luteostriata är en gräsart som beskrevs av Elizabeth A. Widjaja. Gigantochloa luteostriata ingår i släktet Gigantochloa och familjen gräs. Inga underarter finns listade i Catalogue of Life.